# Viničné
Viničné (bis 1948 slowakisch „Švajnsbach“; deutsch Schweinsbach oder Schwanzbach, ungarisch Hattyúpatak – bis 1907 Schweinsbach) ist eine Gemeinde in der Südwestslowakei.

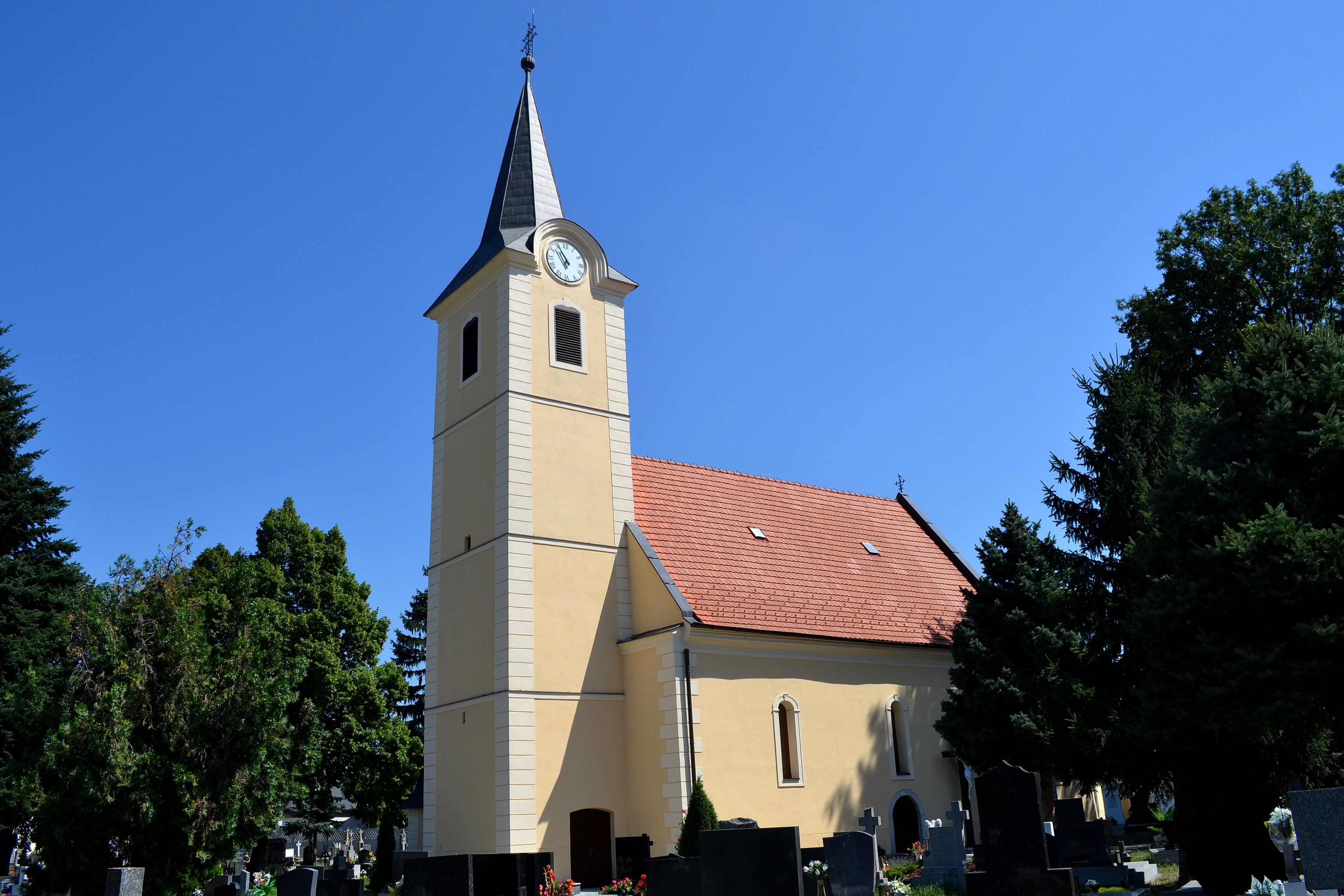
Kirche

## Lage
Sie liegt im Donautiefland unweit der Kleinen Karpaten an der Straße zwischen Pezinok (nordwestlich in etwa 4 km entfernt) und Senec (südöstlich in etwa 10 km). Die Hauptstadt Bratislava ist 18 km entfernt.

## Geschichte
Die erste schriftliche Erwähnung erfolgte 1208 als villa Suslan.
Im Ort gibt es eine Kirche aus dem Jahr 1622 und eine Kapelle.

## Bevölkerung
| Jahr                | 1994 | 2004     | 2014     | 2024     |
| ------------------- | ---- | -------- | -------- | -------- |
| Anzahl der Personen | 1419 | 1608     | 2249     | 2800     |
| Unterschied         |      | +13,31 % | +39,86 % | +24,49 % |

| Jahr                | 2023 | 2024 |
| ------------------- | ---- | ---- |
| Anzahl der Personen | 2800 | 2800 |
| Unterschied         |      | +0 % |

## Söhne und Töchter der Gemeinde
- František Galan (1908–1945), Jurist, Theologe und Politiker (Hlinka-Partei), NS-Opfer